# Friesack (Adelsgeschlecht)
Die Edlen von Friesack sind eine markbrandenburgische Ritterfamilie. Es war die erste urkundlich bezeugte Familie, welche auf Burg Friesack herrschte. Der Erwähnungszeitraum als Herren von Friesack umfasste 1256 bis 1290. Eine Tochter der Familie heiratete Fürst Pribislaw I. von Parchim-Richenberg, was die herausragende Stellung der Familie in Brandenburg zu dieser Zeit belegt.
In Urkunden von 1256 und 1259 werden Richard von Friesack, ein Magdeburger Ministerialer von Jerichow und sein Sohn Heinrich, dessen Familie wohl durch den Wendenkreuzzug von 1147 in den Besitz von Friesack kamen, genannt. Der Beiname „nobilis“ weist darauf hin, dass der Geburtsstand den des gewöhnlichen rittermäßigen Adels entschieden überhob. Sie hatten sogar das Recht Münzen zu schlagen. Eine gemeinschaftliche Münze aus dieser Zeit von HARDVS DE VRIS (Richard von Friesack) und IOHANNES DE PLOV (Johannes von Plaue) wird im Dresdner Münzkabinett aufbewahrt. Richard von Friesack wurde Schwiegervater von Fürst Pribislaw I. von Parchim-Richenberg, einem Urenkel von Pribislaw (Mecklenburg). Er vermittelte in dessen Folge zwischen den um seinen Besitz kämpfenden Werlefürsten und seinen Lehnsherren, den Markgrafen von Brandenburg. Danach wird Richard nicht mehr genannt, während Heinrich des Öfteren als Zeuge in Urkunden auftaucht.
Der Sohn von Pribislaw I., Pribislaw II. erhielt 1287 vom brandenburgischen Markgrafen Belgard, Dobren und Welfenburg als Lehen. Zugleich wurden dabei die Edlen Heinrich v. Friesack und dessen jetzt erstmals auftretenden Sohn Richard (II) v. Friesack mit aufgenommen. 1290 finden sich Heinrich und sein Sohn Richard II im Dome zu Brandenburg wieder, wo sie dem Domstift gegen 8 Mark Silber das Lehngut Zolchow überließen. Dann fehlen lange Zeit die Nachrichten über die Familie und wo sie wieder auftritt, z. B. 1351 in einer Rathenower Urkunde oder 1386, wo ein Arndt v. Friesack zusammen mit Eckhard v. Stechow als Mitinhaber des Ländchen Rhinow genannt wird, erscheinen sie nicht mehr als Besitzer von Friesack.

## Quelle
- Barden: Geschichte von Stadt und Ländchen Friesack. Selbstverlag, Nauen 1894
- G. Heinrich: Handbuch der historischen Stätten Deutschlands, Bd. 10, Berlin Brandenburg. Alfred Kröner Verlag, Stuttgart 1985 ISBN 3-520-31102-X